# Kurt Riedel (Jurist)
Kurt Arthur Josef Riedel (* 17. August 1903 in Schweidnitz, Provinz Schlesien; † vermisst seit dem 29. Januar 1945 im Raum Posen, für tot erklärt am 10. Mai 1965) war ein deutscher Polizeibeamter und SS-Führer.

## Leben und Arbeit

### Jugend und Ausbildung
Kurt Riedel wurde als Sohn des Justizinspektors Artur Bernhard Josef Riedel (* 16. März 1873 in Ober Tworsimirke (seit 1921 Lindental), Kreis Militsch, † 27. Mai 1928 in Bad Altheide/Landkreis Glatz, Niederschlesien) und seiner Frau Flora Maria Agnes Riedel (geb. Mücke; * 4. Juni 1878 in Schweidnitz, † 7. Mai 1965 in Unterhaching, Kreis München) geboren. Er hatte zwei Schwestern, seine Zwillingsschwester Erna Brockelt (geb. Riedel; † 22. Januar 1986) sowie Hildegard Margarete Viktoria Riedel (* 26. August 1915 in Cosel/Oberschlesien, † 22. Januar 1997 in Darmstadt).

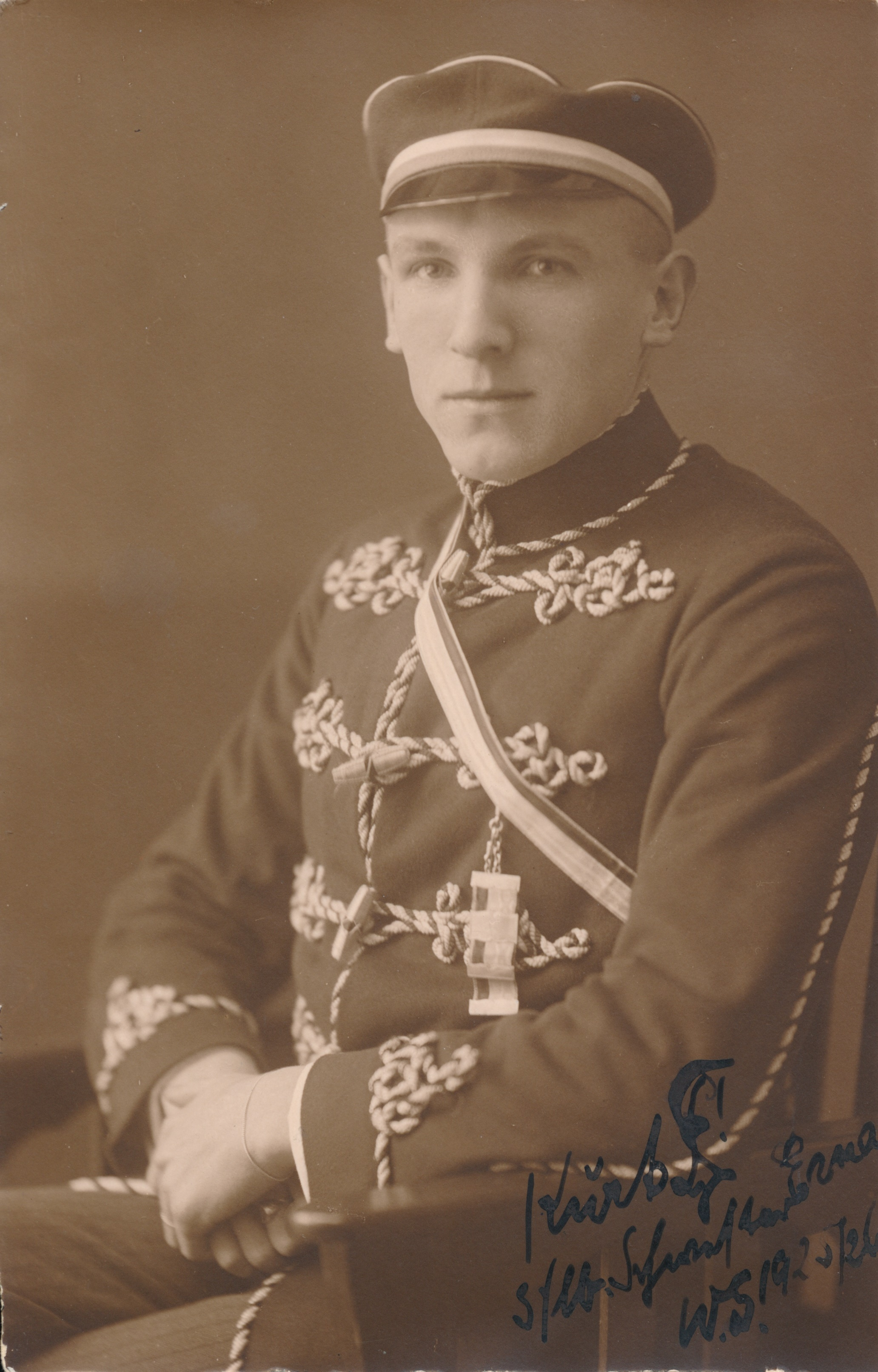
Kurt Riedel als Student, ca. 1925/26

Kurt Riedel war verheiratet mit Leonie Margarete Gertrud Ilse Riedel (geb. Brehmer; * 15. Mai 1906 in Cosel, † 18. August 1965 in Paderborn). Aus der Ehe gingen zwei Söhne hervor.
Von 1908 bis 1910 besuchte Riedel die Volksschule in Strehlen/Niederschlesien. Ostern 1910 trat er in die Knaben-Mittelschule in Brieg/Niederschlesien ein. Mit der Versetzung seines Vaters nach Cosel wurde er Schüler des dortigen staatlichen Gymnasiums. Ostern 1923 legte er die Reifeprüfung ab. Anschließend studierte Riedel neun Semester Rechts- und Staatswissenschaft an der Schlesischen Friedrich-Wilhelms-Universität in Breslau, wo er im Frühjahr 1929 mit einer Arbeit über Schuldübernahme und Vertrag zugunsten Dritter zum Dr. jur. promovierte. Seine Dissertation widmete der "dem Andenken seines Vaters".
Anders als die meisten Gestapobeamten seiner Generation hatte er in seiner Jugend keinem Wehrverband oder Freikorps angehört.
Weil Riedel das 2. Staatsexamen nicht bestand und möglicherweise deshalb in den Polizeidienst eintrat, charakterisierte ihn der israelische Historiker Shlomo Aronson 1971 als „gescheiterten Juristen“, der bei der Polizei „untergekommen“ sei. Aus der Rückschau gab Riedel in seinem Lebenslauf vom 8. November 1938 an, er habe sein Studium infolge des frühen Todes seines Vaters beenden müssen. Weiter habe er die „Einberufung zur Kriminalkommissarlaufbahn“ erhalten, während er noch mit seiner Doktorarbeit beschäftigt gewesen sei.
Nach dem Eintritt in die Polizei am 1. Juni 1929 durchlief Riedel die Ausbildung als Kriminalkommissar-Anwärter für den höheren Kriminalpolizeidienst beim Polizeipräsidium in Breslau. Im November 1931 bestand er die Prüfung zum Kriminalkommissar beim Polizei-Institut Charlottenburg. In der Folge war er bei den Polizeipräsidien in Berlin und Kiel tätig.

### Karriere in der Gestapo
Ende 1933 wurde Riedel ins Geheime Staatspolizeiamt (Gestapa) in Berlin berufen. Die Berufung erfolgte wohl auf Vermittlung von Günther Patschowsky, damals Leiter der Hauptabteilung III (Landesverrat und Spionageabwehr) des Gestapa, den Riedel mutmaßlich aus seiner Breslauer Zeit kannte. Da außer Patschowsky und Riedel mit Ernst Damzog und Dr. Walter Kubitzky auffällig viele Kriminalbeamte aus Breslau in führender Stellung im Gestapa tätig waren, ist in der Forschungsliteratur auch von einer Schlesischen Gruppe in der Gestapo-Zentrale gesprochen worden, die neben der Münchener Gruppe mit Heinrich Müller, Reinhard Flesch, Josef Meisinger und Franz Josef Huber, als die wichtigste Einzelgruppe von Funktionären im Zusammenhang mit der Übernahme der Gestapo durch Reinhard Heydrich (Ernennung zum Leiter des Gestapa) und Heinrich Himmler (Übernahme der Funktion des Inspekteurs) im April 1934 gilt.
Heinrich Orb (Deckname des deutschen Geheimdienstlers Heinrich Pfeifer) zufolge, war Riedel im Sommer 1934 „bis 1936 und wahrscheinlich später noch“ in der Unterabteilung Ost (Polen, Russland, Ungarn und alle Balkanstaaten, außerdem Ferner Osten; Abteilungsleiter: Dr. Kubitzki) der Hauptabteilung III des Gestapa als Sachbearbeiter für die Staaten Polen, Tschechoslowakei, Ungarn und die Balkanstaaten eingesetzt. „Kriminalkommissar Dr. Riedel“ sei „ein noch junger, verhältnismäßig korrekter Beamter und Mitglied der NSDAP vor 1933, jedoch kein SD-Mitglied“ gewesen.
Tatsächlich ist Riedel im Geschäftsverteilungsplan des Geheimen Staatspolizeiamtes vom 22. Januar 1934 als Leiter des Kommissariats 4 „Polen, polnische Deserteure, Danzig“ (Zimmer 232) innerhalb der Abteilung IV „Landesverrat und Spionage“ genannt und – nach erfolgter Neugliederung der Abteilungen ab Mai 1934 – seine Tätigkeit als Leiter des Dezernates III 1 A „Polen, Danzig“ (Zimmer 232) innerhalb der Unterabteilung III 1 „Landesverrat und Spionageabwehr Ost“ der Hauptabteilung III „Abwehrpolizei“ (auch Abwehramt genannt) noch Ende des Jahres 1934 zumindest wahrscheinlich, jedoch erscheint die durch Orb behauptete Tätigkeit Riedels im Gestapa über 1935 hinaus ausgeschlossen.
Auch dessen Behauptung, dass Riedel bereits vor 1933 NSDAP-Mitglied gewesen sei, ist unzutreffend. Riedel beantragte am 8. Juni 1937 die Aufnahme in die Partei und wurde rückwirkend zum 1. Mai desselben Jahres aufgenommen (Mitgliedsnummer 4.546.037).
Der ehemalige Gestapo-Mitarbeiter Hansjürgen Koehler (evtl. ein weiteres Pseudonym des Heinrich Pfeifer) beschrieb Riedel 1940 im britischen Exil in seiner Darstellung der Gliederung der Hauptabteilung III des Gestapa 1934 als einen „jungen, sehr korrekten Mann, groß und schlank, mit lockerer Körperhaltung und hängenden Schultern; einem glatten, ausdruckslosen Gesicht; hellem, in der Mitte gescheiteltem Haar und Augen mit einer hellen Farbe“.
Riedel sei ungefähr 30 Jahre alt.

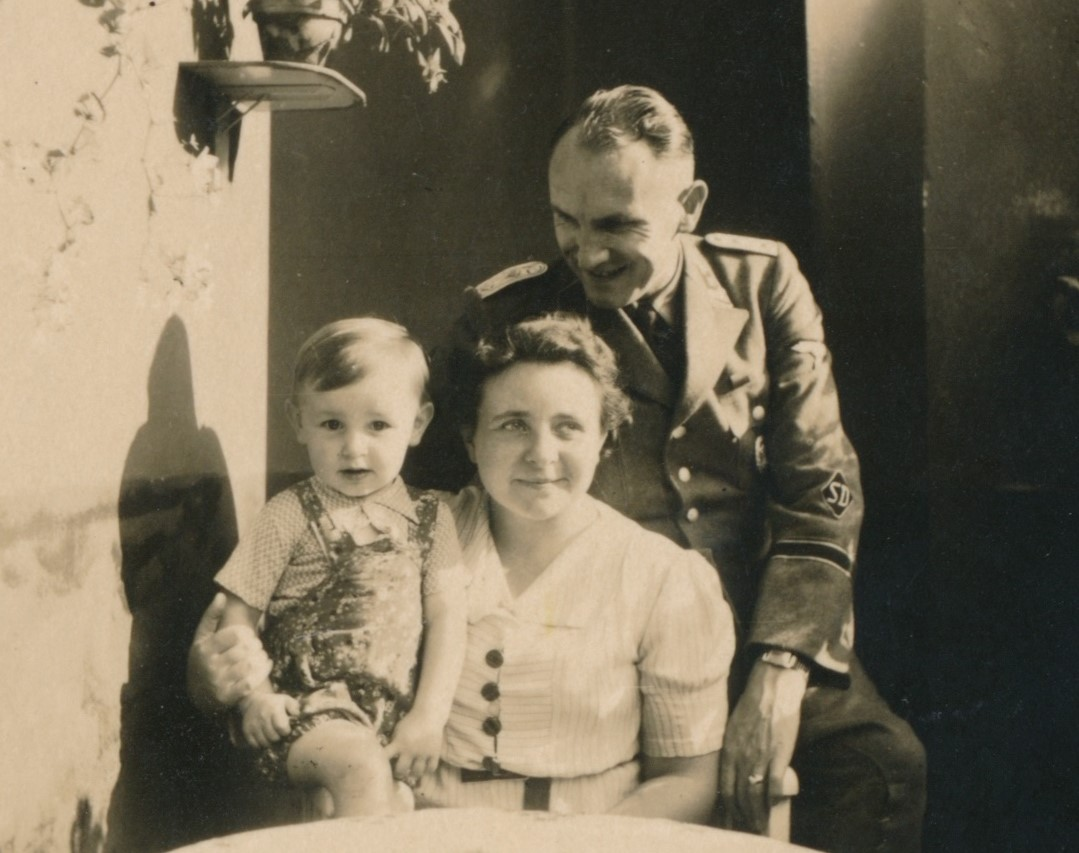
Kurt Riedel mit Familie in Oppeln, 31. August 1939

Unterschiedlichen Einträgen in seinen Personalunterlagen zufolge war Riedel zwischen 181 cm und 183 cm groß.
1935 wurde Riedel für ein Jahr an die Stapostelle in Kassel versetzt, wo er, nach nicht belegbarer Aussage eines Zeitzeugen, das Referat III (Spionageabwehr) leitete.
Seit Oktober 1936 war er als lokaler Gestapochef an der Stapostelle in Oppeln tätig, wo er im November 1937 zum Kriminalrat befördert wurde.
Vom 26. Oktober bis 23. Dezember 1937 leistete Riedel seinen zweimonatigen Wehrdienst (vgl. Wiedereinführung der Wehrpflicht am 16. März 1935), den er als Kanonier d. R. und Unteroffizieranwärter beendete, bei der I./Flak-Regiment 20 (gem. mot.) in Breslau ab.
In die SS wurde Riedel am 11. September 1938 aufgenommen (SS-Nr. 310.125). Gemäß dem Prinzip der Dienstgradangleichung erhielt er den Rang eines SS-Hauptsturmführers unter gleichzeitiger Ernennung zum SS-Führer im SD-Hauptamt.

### Zweiter Weltkrieg
Während des Zweiten Weltkriegs war Riedel bei den Stapostellen in Kattowitz (ab April 1940) und Stettin (ab Juli 1941) tätig, wobei er, lt. Verzeichnis des Berlin Document Center, im Zeitraum August 1940 – Juli 1941 „Stellvertreter des Chefs“ bei der Staatspolizeistelle (ab 1. April 1941 Staatspolizeileitstelle) Kattowitz gewesen sein soll.
In dieser Funktion unterzeichnete er am 31. Oktober 1940 ein Rundschreiben der Staatspolizeileitstelle Kattowitz hinsichtlich des Arbeitseinsatzes von Juden in Oberschlesien, in dem dazu aufgefordert wird, Informationen zum Einsatz dieser Arbeitskräfte einzusenden:

„Der Reichsführer SS und Chef d. dt. Polizei im RMdI. hat zur Erfassung und Lenkung des fremdvölkischen Arbeitseinsatzes in Oberschlesien den SS-Oberführer und Polizeipräsidenten Schmelt eingesetzt. Nach dem entsprechenden Erlaß ist dem Sonderbeauftragten des Reichsführers SS für fremdvölkischen Arbeitseinsatz in Oberschlesien, Dienststelle in Sosnowitz, Rathausstr. 6, allein die gesamte Verwertung der jüdischen Arbeitskraft übertragen worden. Sämtliche Dienststellen und Behörden sind angehalten, zur planvollen Durchführung der Aufgabe des Sonderbeauftragten mit allen zur Verfügung stehenden Mitteln behilflich zu sein.
Um einen beschleunigten Überblick über den bisherigen Einsatz der jüdischen Arbeitskräfte zu haben, ersuche ich, daß jeder gewerbliche Betrieb, der z. Zt. noch einige oder mehrere männliche oder weibliche Juden stunden-, tageweise oder dauernd beschäftigt, unverzügl. spätestens bis zum 10. November 1940 an die Abteilung J des Sonderbeauftragten des Reichsführers SS für fremdvölkischen Arbeitseinsatz eine Aufstellung in 3-facher Ausfertigung anzufertigen hat, aus der hervorgeht:

a)	Name und genauer Ort des Unternehmens,

b)	Name, genaue Anschrift des Betriebsunternehmens oder Treuhänders oder kommissarischen Verwalters,

c)	Gesamtzahl sämtlicher beschäftigten Angestellten und Arbeiter (Summe aus Volksdeutschen, polnischen und jüdischen Arbeitskräften),

d)	davon Juden,

e)	bisherige Entlohnung der Juden, bei Arbeitern nach Stundenlohn, bei Angestellten nach Monatsgehalt.

f)	Ist die Entlohnung an die Juden direkt bezahlt worden, oder wem wurde sie zugeführt?

g)	Sind Lohnsteuer und sonstige gesetzliche Abzüge für die jüdischen Arbeitskräfte gezahlt und

h)	an welche Steuerkasse abgeführt worden?

i)	Aus welchen Gründen ist beim zuständigen Arbeitsamt nicht die Zuweisung von Volksdeutschen oder notfalls polnischen Arbeitskräften beantragt worden?

Die gewerblichen Betriebe sind entschieden darauf hinzuweisen, daß die erforderlichen Meldungen vollständig, wahrheitsgemäß und fristgemäß zu erstatten sind.
gez. Dr. Riedel“

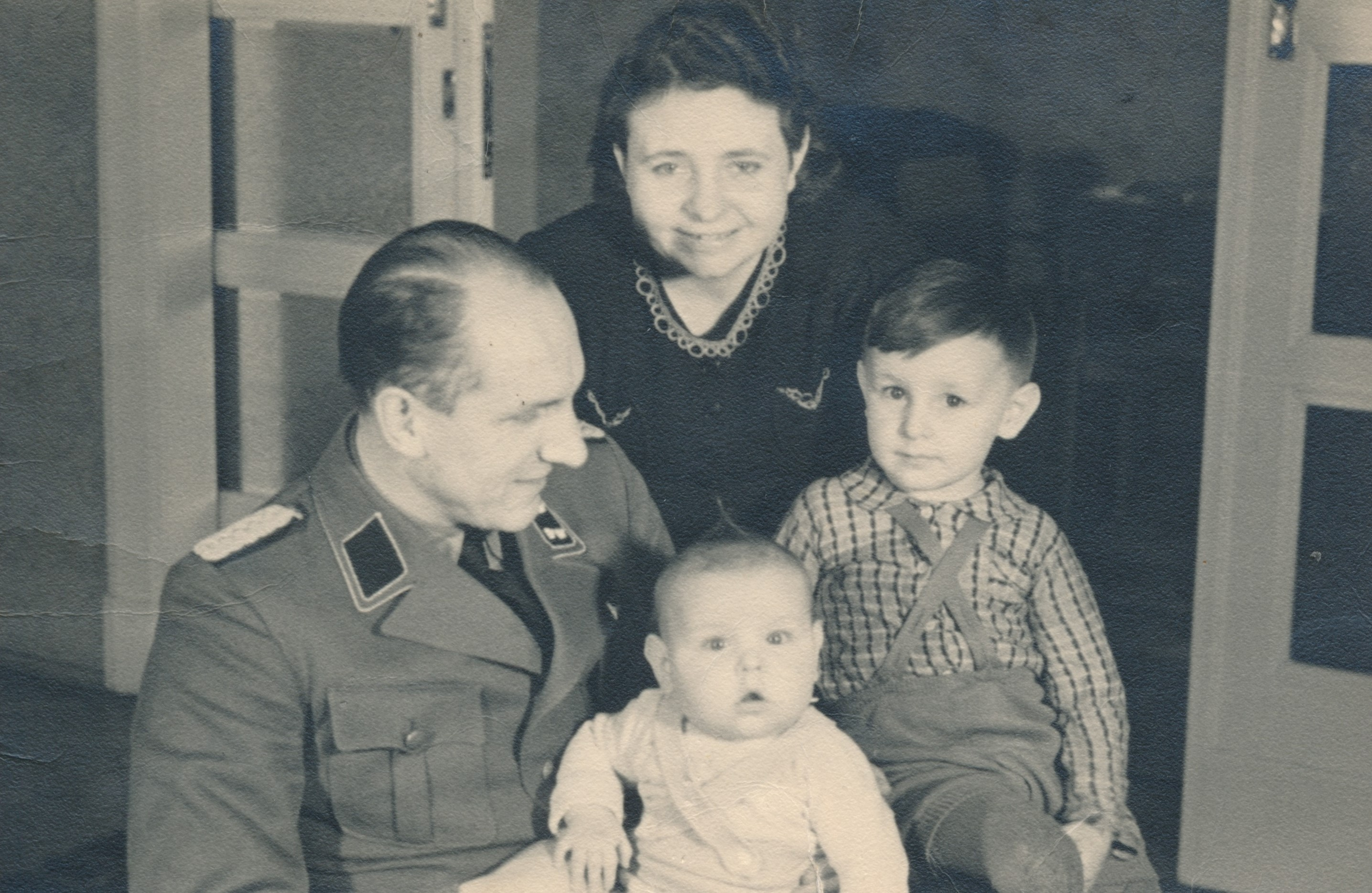
Kurt Riedel im Kreise seiner Familie, 1941

Während des Überfalls auf Polen soll er zuvor in Tschenstochau eingesetzt gewesen sein. Fest steht, dass ihm am 20. April 1941 – zu dieser Zeit Kriminalrat bei der SD-Dienststelle bei der Staatspolizeileitstelle in Kattowitz – das Kriegsverdienstkreuz II. Klasse mit Schwertern verliehen wurde.
Am 19. Mai 1941 erklärte er seinen Austritt aus der römisch-katholischen Kirche.
Wahrscheinlich mit Wirkung zum 1. Februar 1942 wurde Riedel am 27. Januar 1942 zum Kriminaldirektor ernannt. Zu diesem Zeitpunkt gehörte er bereits zur Staatspolizeileitstelle in Stettin. Riedels Beförderung zum SS-Sturmbannführer erfolgte am 26. August 1942 mit Wirkung zum 1. September 1942.
Ein Strafverfahren gegen Riedel wegen angeblichen Verstoßes gegen die Verbrauchsregelungsstrafverordnung wurde durch das SS- und Polizeigericht XXIV Stettin am 14. März 1944 eingestellt. Ihm war zuvor zur Last gelegt worden, 1941 in Kattowitz ohne Abgabe von Punkten Spinnstoffwaren bezogen zu haben bzw. durch seine Ehefrau bezogen haben zu lassen. Riedel bestritt, sich schuldig gemacht zu haben und versicherte, stets die erforderlichen Punkte abgegeben zu haben. Seine Angaben waren nach dem Ergebnis der Ermittlungen nicht zu widerlegen. Abgesehen davon hätte das Einstellungsverfahren ohnehin gem. § 21 Absatz 1 der Verbrauchsregelungsstrafverordnung erfolgen müssen, da die zur Last gelegte Tat sich lediglich als eine Übertretung im Sinne des § 2 Absatz 1 Ziffer 1 der Verbrauchsregelungsstrafverordnung dargestellt hätte.
Am 1. Juli 1944 wurde er als Abteilungsleiter IV zur Einsatzgruppe G (zunächst in Rumänien, später in Ungarn) unter Führung von SS-Standartenführer Josef Kreuzer abgeordnet. Diese war SS-Obergruppenführer und General der Polizei Richard Hildebrandt, dem kommissarischen Höheren SS- und Polizeiführer (HSSPF) Schwarzes Meer unterstellt, gelangte jedoch nicht mehr zum Einsatz.
Mit Wirkung vom 5. November 1944 wurde Riedel unter Aufhebung seiner Abordnung zum Befehlshaber der Sicherheitspolizei und des SD (BdS) Budapest (ehem. Einsatzgruppe G beim HSSPF Schwarzes Meer) zum BdS Krakau zur Verwendung als Leiter IV (Gestapo) beim Kommandeur der Sicherheitspolizei und des SD (KdS) in Warschau abgeordnet. Sein Vorgänger auf diesem Dienstposten war SS-Sturmbannführer Walter Stamm (* 25. November 1904 in Braunschweig; SS-Nr. 290.041), der seit 1941 dort eingesetzt war. Ein SS-Hauptsturmführer namens Gotlieb Hohmann (* 7. Januar 1907 in Remscheid) hatte den Dienstposten zwischenzeitlich für die Dauer von sechs Wochen bekleidet.
Aus einem erhaltenen Feldpostbrief an seine Ehefrau vom 23. Januar 1945 – in einem Wehrmachtsbericht vom gleichen Tag war zuvor gemeldet worden, dass die Russen „östlich Oppeln“ stünden – geht hervor, dass Kurt Riedel noch Ende 1944 ein weiteres Vorrücken der Roten Armee nach Oberschlesien bzw. ins Kerngebiet des Deutschen Reiches für unmöglich gehalten hatte („Am Weihnachtsfeste hätten wir nie daran gedacht, daß es einmal so kommen könnte.“). 

### Ungeklärtes Schicksal nach 1945
Späteren Aussagen eines Augenzeugen zufolge soll Riedel „bis zum Zusammenbruch“ zur Dienststelle des KdS in Warschau gehört haben, wo er als Leiter IV eingesetzt war. Bis zum 16. Januar 1945 sei Riedel in Sochaczew stationiert gewesen, von wo aus er sich beim Einbruch der Roten Armee, zusammen mit weiteren Angehörigen seiner Dienststelle, kämpfend bis nach Posen zurückgeschlagen habe. In Posen seien diese dann durch die Rote Armee eingeschlossen worden. Nach etwa fünf Wochen sei Riedel am 22. Februar 1945 „mit einem Rest der von der Dienststelle übrig gebliebenen Beamten“ in sowjetische Kriegsgefangenschaft geraten. Er sei dann in einem Gefangenensammellager in Posen gewesen, in dem sich insgesamt ca. 12.000 Gefangene befunden hätten. Riedel sei zu diesem Zeitpunkt „körperlich ziemlich stark mitgenommen, jedoch nicht bettlägerig krank“ gewesen. Er soll sich bei der Befragung nach seinem Herkommen darauf berufen haben, zuletzt Justizinspektor in Stettin gewesen zu sein. Da er die Verhältnisse in Stettin gut kannte, habe er geglaubt, diese Behauptung auch „einigermaßen sicher“ vertreten zu können. Etwa Ende März 1945, als ca. 3.000 Gefangene ins asiatische Russland abtransportiert wurden, sei Riedel, zusammen mit fünf oder sechs weiteren Angehörigen seiner Dienststelle, noch immer im Lager in Posen gewesen.
Nach anders lautenden Angaben eines weiteren Augenzeugen, der erst in Posen zu den weiter Genannten gestoßen sein will, habe es zwei Personen namens Riedel unter den Angehörigen der Sicherheitspolizei in Posen gegeben. Mit einem zusammen sei er in der Folge in Gefangenschaft geraten, wohingegen der andere bei einem Durchbruchsversuch gefallen sei. Ein Dr. Riedel, Angehöriger der Sicherheitspolizei im Rang eines Sturmbannführers, der den Dienstgrad Kriminalrat oder vergleichbar gehabt hätte, sei in den letzten Tagen der Verteidigung des Kernwerks von Posen, der Festung Posen, dabei gewesen. In der Nacht zum 23. Februar 1945 wäre versucht worden, aus „diesem engen Ring“ herauszukommen, was jedoch nur Wenigen gelungen sei. Unter diesen soll sich auch Dr. Riedel befunden haben. Nachdem die Festung Posen vom Kommandanten am 23. Februar 1945 um 06:00 Uhr an die Rote Armee übergeben worden war, seien die anderen Polizeiangehörigen zwei Stunden später in sowjetische Gefangenschaft gegangen. „Einige Zeit später“, als Letztgenannte bereits im Gefangenenlager waren, seien einige derjenigen, denen der Ausbruch in der Nacht zum 23. Februar 1945 geglückt war, wieder zur Gruppe hinzugestoßen. Dabei will der Augenzeuge von einem Angehörigen der Sicherheitspolizei, „der mit Dr. Riedel schon längere Zeit zusammen war“, erfahren haben, dass Riedel während der Kämpfe, die diese kleine Abteilung mit den Russen gehabt hätte, gefallen sei. Der Augenzeuge selbst will Anfang Oktober 1945 mit einem der letzten Transporte aus Posen in die Sowjetunion abtransportiert worden sein.
Riedels letztes Lebenszeichen, ein Feldpostbrief aus Posen unter Angabe seiner neuen Feldpostnummer 123 321 D V und der Bemerkung, er wäre dem Befehlshaber der Sicherheitspolizei zugeteilt worden, datiert vom 29. Januar 1945. Seitdem gilt er als vermisst.
Kurt Riedel wurde am 10. Mai 1965 durch Beschluss des Amtsgerichts Paderborn für tot erklärt.

## Bundesdeutsche Ermittlungsverfahren
Verfügbaren Unterlagen der Ludwigsburger Außenstelle des Bundesarchivs zufolge wurde Dr. Kurt Riedel dennoch später bei der Zentralen Stelle der Landesjustizverwaltungen zur Aufklärung nationalsozialistischer Verbrechen als Mitbeschuldigter in zwei bundesdeutschen Ermittlungsverfahren geführt.
Ein Verfahren auf Grundlage von Ermittlungsergebnissen der polnischen Hauptkommission zur Verfolgung von NS-Verbrechen in Polen richtete sich gegen unbekannte Angehörige des Polizeistandgerichts in Kattowitz wegen der Hinrichtung von 35 wegen illegalen Waffenbesitzes nach kürzester Verhandlung zum Tode verurteilter Polen in Kattowitz am 18. Januar 1940.
Nach Übersendung der Unterlagen zur Auswertung an die Zentrale Stelle der Landesjustizverwaltungen in Ludwigsburg am 16. Juni 1981 wurde die Sache mit Beschluss des Bundesgerichtshofs vom 11. März 1983 dem Landgericht Verden zur Untersuchung und Entscheidung übertragen.
Die dortige Staatsanwaltschaft stellte die Ermittlungen schließlich ein, da sämtliche identifizierten mind. elf Personen (darunter Dr. Kurt Riedel), die an der damaligen Standgerichtsverhandlung von der Funktion her bzw. aufgrund ihres Dienstgrades teilgenommen haben könnten, inzwischen verstorben, verschollen oder nicht mehr vernehmungsfähig waren.
Ein weiteres Ermittlungsverfahren richtete sich gegen unbekannte Angehörige der Gestapo Oppeln bzw. nicht bekannte Angehörige der untergeordneten Gestapo-Außenstellen Neisse und Tillowitz wegen Mordes bzw. Beihilfe zum Mord. Ihnen wurde zur Last gelegt, einen unter dem Vorwurf, eine illegale Beziehung zu einer polnischen Witwe unterhalten sowie Wodka und Lebensmittel aus einem Militärdepot entwendet zu haben stehenden, inhaftierten polnischen Zwangsarbeiter am 2. März 1945 in Neisse erschossen zu haben.
Auch diesem Verfahren waren Ermittlungen der polnischen Hauptkommission in Warschau vorangegangen, deren Ergebnisse mit Schreiben vom 10. August 1998 an die Zentrale Stelle der Landesjustizverwaltungen in Ludwigsburg übersandt worden waren. Mit Beschluss des Bundesgerichtshofs vom 14. Juni 2000 wurde die Sache dem Landgericht Bielefeld zur Untersuchung und Entscheidung übertragen.
Der Leiter der Zentralstelle im Lande Nordrhein-Westfalen für die Bearbeitung von nationalsozialistischen Massenverbrechen bei der Staatsanwaltschaft Dortmund stellte die Ermittlungen schließlich gem. § 170 Abs. 2 StPO ein, da von ca. 130 identifizierten ehem. Angehörigen der Gestapo Oppeln, von denen im Einzelnen nicht bekannt war, wer auch in den untergeordneten Außenstellen Neisse und Tillowitz dienstlich tätig gewesen war, sechs Personen in ihren Vernehmungen bekundeten, sich an eine Erschießung während ihrer Tätigkeit bei der Gestapo Oppeln nicht erinnern zu können oder zum angegebenen Tatzeitpunkt nicht mehr in Oppeln dienstlich eingesetzt gewesen zu sein. Sämtliche anderen Personen – darunter auch Dr. Kurt Riedel – waren verstorben, für tot erklärt oder seit Kriegsende vermisst, sodass mangels konkreter Belastungen durch Zeugen und angesichts des Fehlens anderer Beweismittel ein Tatnachweis nicht geführt werden konnte.
Da Riedel jedoch spätestens seit April 1940 nicht mehr als lokaler Gestapochef an der Stapostelle in Oppeln eingesetzt war und seine bekannten Aufenthaltsorte gegen Kriegsende nicht mit dem Tatort übereinstimmen bzw. er die Festung Posen vor dem Einschluss und der Einnahme durch die Rote Armee im Februar 1945 mutmaßlich nicht mehr hat verlassen können, erscheint eine Beteiligung Riedels zumindest an letztgenanntem Fall ausgeschlossen.

## Schriften
- Schuldübernahme und Vertrag zugunsten Dritter – Dissertation zur Erlangung der Doktorwürde der Rechts- und Staatswissenschaftlichen Fakultät der Schlesischen Friedrich-Wilhelms-Universität zu Breslau, Breslau 1929